# Постенкілл (Нью-Йорк)
Постенкілл (англ. Poestenkill) — місто (англ. town) в США, в окрузі Ренсселер штату Нью-Йорк. Населення — 4322 особи (2020).

## Демографія
Згідно з переписом 2010 року, у місті мешкало 4530 осіб у 1681 домогосподарстві у складі 1279 родин. Було 1765 помешкань
Расовий склад населення:
| - 97,7 % — білих - 0,4 % — азіатів - 0,3 % — чорних або афроамериканців - 0,1 % — корінних американців |

До двох чи більше рас належало 1,0 %. Частка іспаномовних становила 1,1 % від усіх жителів.
За віковим діапазоном населення розподілялося таким чином: 25,3 % — особи молодші 18 років, 62,6 % — особи у віці 18—64 років, 12,1 % — особи у віці 65 років та старші. Медіана віку мешканця становила 41,5 року. На 100 осіб жіночої статі у місті припадало 98,4 чоловіків;  на 100 жінок у віці від 18 років та старших — 98,7 чоловіків також старших 18 років.
Середній дохід на одне домашнє господарство  становив 109 687 доларів США (медіана — 95 876), а середній дохід на одну сім'ю — 125 741 долар (медіана — 99 678). Медіана доходів становила 59 909 доларів для чоловіків та 50 037 доларів для жінок. За межею бідності перебувало 4,1 % осіб, у тому числі 4,8 % дітей у віці до 18 років та 9,3 % осіб у віці 65 років та старших.
Цивільне працевлаштоване населення становило 2581 особа. Основні галузі зайнятості: освіта, охорона здоров'я та соціальна допомога — 26,0 %, публічна адміністрація — 15,4 %, роздрібна торгівля — 11,5 %, науковці, спеціалісти, менеджери — 9,1 %.